# Leiopsammodius laevis
Leiopsammodius laevis är en skalbaggsart som beskrevs av Renaud Maurice Adrien Paulian 1942. Leiopsammodius laevis ingår i släktet Leiopsammodius och familjen Aphodiidae. Inga underarter finns listade i Catalogue of Life.